# Anguilla japonica
Anguilla japonica es una especie de pez del género Anguilla, familia Anguillidae. Fue descrita científicamente por Temminck & Schlegel en 1846.
Se distribuye por Asia: Japón hasta el mar de China Oriental, Taiwán, Corea, China y el norte de Filipinas. La longitud total (TL) es de 150 centímetros con un peso máximo de 1,9 kilogramos. Habita en ríos y aguas dulces y se alimenta de crustáceos, insectos y peces.
Está clasificada como una especie marina inofensiva para el ser humano. Ampliamente comercializado, se puede consumir al vapor, a la parrilla y al horno y posee propiedades medicinales.